# Journal of the Science of Food and Agriculture
Das  Journal of the Science of Food and Agriculture, abgekürzt J. Sci. Food Agric.,  ist eine wissenschaftliche Fachzeitschrift, die vom Wiley-Blackwell-Verlag im Auftrag der Society of Chemical Industry veröffentlicht wird. Die erste Ausgabe erschien im Jahr 1950. Die Zeitschrift erscheint derzeit mit 15 Ausgaben im Jahr. Es werden Artikel veröffentlicht, die sich mit den Themen Lebensmittelchemie und Landwirtschaft beschäftigen.
Der Impact Factor lag im Jahr 2014 bei 1,714. Nach der Statistik des ISI Web of Knowledge wird das Journal mit diesem Impact Factor in der Kategorie angewandte Chemie an 27. Stelle von 70 Zeitschriften, in der Kategorie Lebensmittelwissenschaft & -technologie an 46. Stelle von 123 Zeitschriften und in der Kategorie multidisziplinäre Landwirtschaft an siebenter Stelle von 56 Zeitschriften  geführt.